# Hepzibah – Sie holt dich im Schlaf
Hepzibah – Sie holt dich im Schlaf ist ein deutscher Mystery-Thriller aus dem Jahre 2010, der mit britischen Schauspielern besetzt wurde. Regie führte Robert Sigl.

## Handlung
Ein seltsames Ereignis erschüttert eine deutsche Kleinstadt: Alle jungen Frauen der Stadt sterben offenbar unter folgenden Umständen durch Selbstmord: Sie sterben um 00:00 Uhr an ihrem achtzehnten Geburtstag und scheinen alle an Schlaflosigkeit zu leiden. Zufällig und ohne es zu merken, steht Kirsten Schwarz (Eleanor Tomlinson), deren Stiefeltern nicht da sind, noch drei Tage vor ihrem 18. Geburtstag und leidet ebenfalls unter den gleichen Symptomen. Eines Tages erhält sie eine E-Mail über ihre leiblichen Eltern, die bei einem Unfall ums Leben kamen und ursprünglich aus der Stadt Selmen stammten. Überstürzt reist sie in ihre Heimat und erfährt von den Nachbarn, dass sie viel mit den Schlaflosigkeitsopfern gemeinsam hat. Sie beschließt, den Vorfall zu untersuchen, und kommt der Hexe Hepzibah auf die Spur.

## Ausstrahlung
Der Film wurde am 1. Februar 2010 auf ProSieben ausgestrahlt und erreichte gute 2,24 Millionen Zuschauer und einen Marktanteil von 11,9 % (14- bis 49-Jährige).

## Kritiken
„(Fernseh-)Mystery-Thriller, der sich zwar die gängigen Kniffe des Genres nicht entgehen lässt, aber dank der stimmigen Inszenierung und einer durchgängig beunruhigenden Atmosphäre überzeugend einen jugendlichen Reifeprozess beschreibt.“